# Raud-Ants
Raud-Ants ("järnmyror") är en estnisk musikgrupp inom genren folk metal. Gruppen, som bildades 2002 kombinerar estnisk folkmusik med heavy metal. Gruppens bildades i Viljandi och de var också verksamma i Tartu och Tallinn. Raud-Ants gav 2002 ut demoinspelningen Antsu Loomine som innehåller de tre låtarna "Mõisaori", "Nuttev tamm" och "Üles, üles". Två år senare kom ytterligare en trespårs demoskiva med låtarna "Isakodus", "Jänese Jalad" och "Karjapoeli". År 2005 släpptes fullängdsalbumet Karjasepõli som gavs ut av ukrainska skivbolaget Boyanov Gimn Publishing.
Bandet bestod av två sångare, Eva Tolsa och Marion Selgall, gitarristen Madis Arukask, basisten Arno Looga och trummisen Andres Linnupuu. Dessutom medverkade Tarvi Martens på sexsträngad kantele och Marju Varblane på violin och jouhikko (stråkharpa). Arno Looga spelade även bas och sjöng i det estniska power metal-bandet Fordonia under 1998-2001 och var basist i gothic/doom/black metal-bandet Celestial Crown åren 2000–2006. Madis Arukask var gitarrist i folk metal-bandet Grendel åren  1993–2000.
2006 deltog bandet i Liet-Lávlut, den årliga musikfestivalen för minoritetsspråk, med sången Kui miä kazvolin kanainõ, som framfördes på det nästan utdöda språket votiska.

## Medlemmar

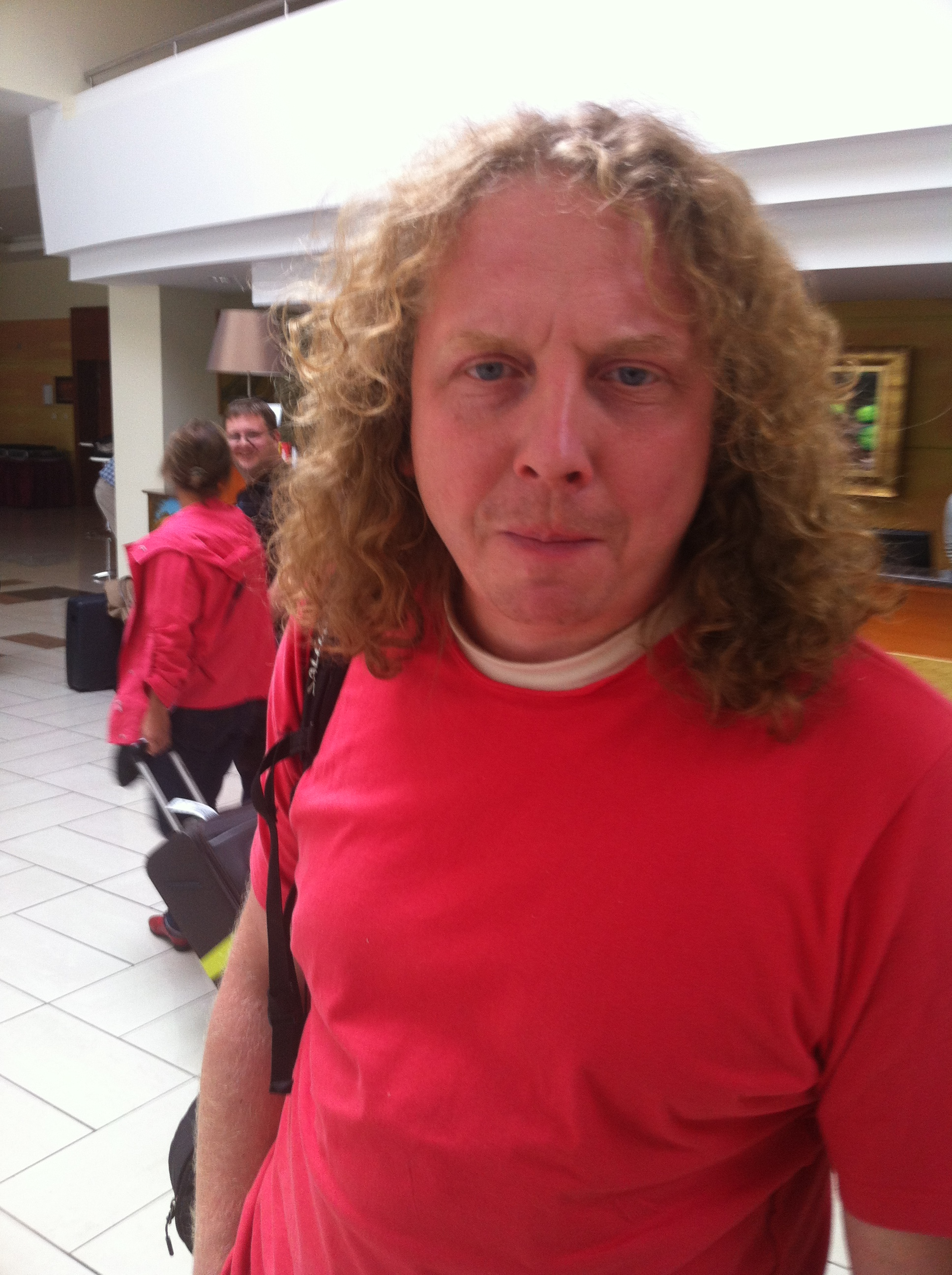
Madis Arukask 2012

### Senast kända medlemmar
- Eva Tolsa – sång
- Marion Selgall – sång
- Tarvi Martens – sexsträngad kantele
- Madis Arukask – gitarr
- Marju Varblane – jouhikko, violin
- Arno Looga – basgitarr
- Andres Linnupuu – trummor

### Tidigare medlemmar
Janne Tamm – sång, Dagö-cittra

## Diskografi

### Demoskivor
- Antsu Loomine – 2002
- Demo 2003 – 2003

### Studialbum
Karjasepõli – 2005
Låtlista
1. Karjasepõli
2. Isakodu ja mehekodu
3. Ärge lööge vaeslast
4. Tunnen tuima neiu
5. Mõisaori
6. Loodud rikaste risuks
7. Jänese jalad